# Garfield (Arkansas)
Garfield é uma cidade  localizada no estado americano de Arkansas, no Condado de Benton.

## Demografia
Segundo o censo americano de 2000, a sua população era de 490 habitantes.
Em 2006, foi estimada uma população de 459, um decréscimo de 31 (-6.3%).

## Geografia
De acordo com o United States Census Bureau, a localidade tem uma área de 9,5 km², sem área coberta por água. Garfield localiza-se a aproximadamente 454 m acima do nível do mar.

## Localidades na vizinhança
O diagrama seguinte representa as localidades num raio de 16 km ao redor de Garfield.